# Pawło Hołowaty
Pawło Hołowaty (ur. ok. 1716 w Kijowie, zm. pomiędzy 1790 a 1795 w Tobolsku) – Kozak zaporoski, kozacki wojskowy, ostatni sędzia wojskowy Siczy Zaporoskiej.
Aresztowany w 1775 po likwidacji  Kozackiego Wojska Zaporoskiego przez Katarzynę II i zburzeniu Nowej Siczy. Uwięziony w Monasterze Znamienskim w Tobolsku, tam też zmarł.
Brat Antona Hołowatego.